# 알비크역
알비크(스웨덴어: Alvik) 역은 스톡홀름 지하철 그뢰나 선 및 노케뷔 선, 트베르 선의 역이다. 1952년 개업하였으며, T17, T19호선은 서쪽으로 계속 진행하며, T18호선은 이 역에서 종착한다. 노케뷔 선과 트베르 선은 모두 이 역에서 종착하며, 노케뷔 선은 지하철과 같은 승강장을 사용한다.
1914년 노면 전차 11, 12, 13호선의 분기역으로 개업하였다. 11호선은 이슬란드스토리예트 방면 엥뷔 선(1944년 개업), 12호선은 노케뷔 방면 노케뷔 선, 13호선은 울브순다 방면 울브순다 선(1950년 폐선)이었다. 엥뷔 선은 1952년 도시 철도 영업을 시작하였다. 1952년 10월 26일 회토리예트-벨링뷔 구간이 도시 철도로 개축되었고, 노케뷔 선은 평면 환승 구조를 가지게 되었다.
스톡홀름 서부의 교통 중심지이다. 2005년 겨울 승차량은 약 15000명이며, 이 중 4000명은 노케뷔 선, 4300명은 트베르 선이다. 노케뷔 선과 지하철 승강장은 같은 건물에 있으며, 바깥쪽을 지하철, 안쪽을 노케뷔 선이 사용한다. 트베르 선 승강장은 분리되어 있다.
H. N. 코다가 역 내부를 디자인하였다. 선 불교에서 모티브를 얻었다.
승강장 구조는 다음과 같다. (노케뷔 선/도시 철도)
| ↑ 스토라 모센    |
| １２ \| ３４ \|  |
| 크리스티네베리 ↓ |

| 1 | 그뢰나 선 | 오셰스호브 · 헤셀뷔 스트란드 방면 (T17, T19) / 당역 종착 (T18) |
| 2 | 노케뷔 선 | 노케뷔 방면 (L12)                                              |
| 3 | 노케뷔 선 | 당역 종착 (L12)                                                |
| 4 | 그뢰나 선 | 스카르프넥·파르스타 스트란드·학세트라 방면 (T17, T18, T19)     |

## 인접한 역
| 노케뷔 선                        | 노케뷔 선 | 노케뷔 선                                 |
| -------------------------------- | --------- | ----------------------------------------- |
| 시·종착역                        | L12       | 알레파르켄 노케뷔 방면                    |
| 그뢰나 선                        |           |                                           |
| 스토라 모센 헤셀뷔 스트란드 방면 | T17 · T19 | 크리스티네베리 스카르프넥 · 학세트라 방면 |
| 시·종착역                        | T18       | 크리스티네베리 파르스타 스트란드 방면     |
| 트베르 선                        |           |                                           |
| 시·종착역                        | L22       | 알비크스 스트란드 시클라 우데 방면        |